# Bogusław Kanicki
Bogusław Kanicki (ur. 9 lipca 1953 w Puławach) – polski siatkarz, trener, olimpijczyk z Moskwy 1980.
Zawodnik Resovii z którym to klubem w latach 1975, 1983 wywalczył Puchar Polski oraz zdobył brązowy medal mistrzostw Polski w roku 1977.
W reprezentacji Polski rozegrał 26 spotkań (lata 1977–1980).
Na igrzyskach olimpijskich w 1980 roku był członkiem drużyny, która zajęła 4. miejsce.
Po zakończeniu kariery sportowej podjął pracę trenera.